# Halictus ferreotus
Halictus ferreotus är en biart som beskrevs av Fan 1991. Halictus ferreotus ingår i släktet bandbin, och familjen vägbin. Inga underarter finns listade i Catalogue of Life.